# زبری سطح

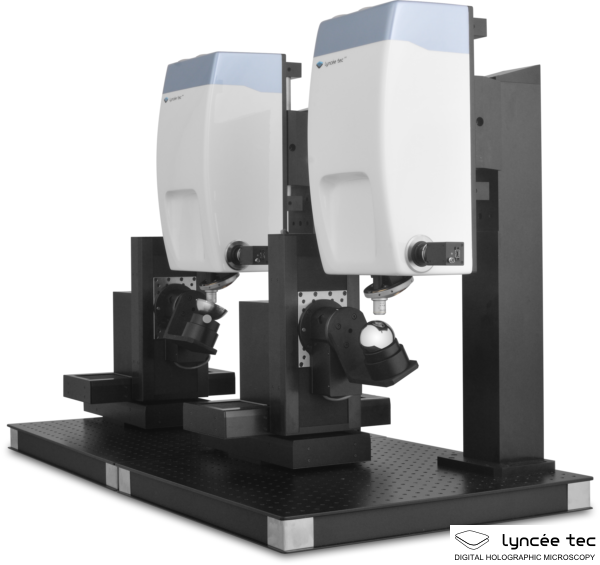
استفاده از میکروسکوپ هولوگرافی دیجیتال برای محاسبه زبری سطح پروتز مفصل ران

زبری سطح (به انگلیسی: Surface roughness) که گاهی زبری نیز گفته می‌شود، یکی از مولفه‌های بافت سطح است. زبری سطح به صورت انحرافات یک سطح حقیقی در جهت بردار نرمال، از مقدار ایدئال آن تعریف می‌شود. اگر مقدار این انحرافات زیاد باشد، سطح زبر است و اگر مقدار این انحرافات کوچک باشد، سطح صاف است. در مترولوژی سطح، زبری، مولفه طول موج-کوتاه و فرکانس-بالای یک سطح اندازه گرفته شده می‌باشد.
زبری یکی از مولفه‌های مهم در تعیین نحوه واکنش اجسام واقعی با محیط اطراف است. در تریبولوژی، سطوح زبر، زودتر ساییده می‌شوند و ضریب اصطکاک بیشتری نسبت به سطوح صاف دارند. زبری یک از مولفه‌های مهم در تعیین عمر قطعات مکانیکی است، چرا که ناهمواری‌های سطح معمولاً محل ایجاد و شروع ترک و شکست قطعه هستند. زبری می‌تواند باعث بهبود قدرت چسبندگی دو سطح به یکدیگر یا به جزئی دیگر شود.
کاهش زبری سطح در تولید یک قطعه معمولاً باعث افزایش قیمت تولید می‌شود و معمولاً برای تعیین میزان آن، بین زبری سطح و تأثیر آن بر عملکرد قطعه مصالحه ای انجام می‌شود.
زبری را می‌توان به صورت دستی و با مقایسه سطح مورد بررسی با یک سطح که زبری آن معین است، تعیین کرد اما اینکار دقت خوبی ندارد و برای کاربردهای معمول و با دقت بالاتر از دستگاهی به نام پروفایلومتر استفاده می‌گردد. پروفایلومترها می‌توانند از نوع تماسی (معمولاً دارای سوزنی الماسی) یا از نوع نوری (برای مثال یک تداخل‌سنج نور سفید یا میکروسکوپ اسکن لیزر کانفوکال) باشند.

## مولفه‌ها
مقدار زبری را هم می‌توان در طول یک پروفیل (خط) و هم در طول یک سطح (مساحت) محاسبه کرد. مولفه زبری پروفیل (یعنی Ra یا Rq و…) بیشتر مورد استفاده قرار می‌گیرد. مولفه‌های زبری سطح (یعنی Sa یا Sq و…) مقادیر عمیق‌تر و مهم‌تری را بدست می‌دهند.

### مولفه‌های زبری سطح پروفیل

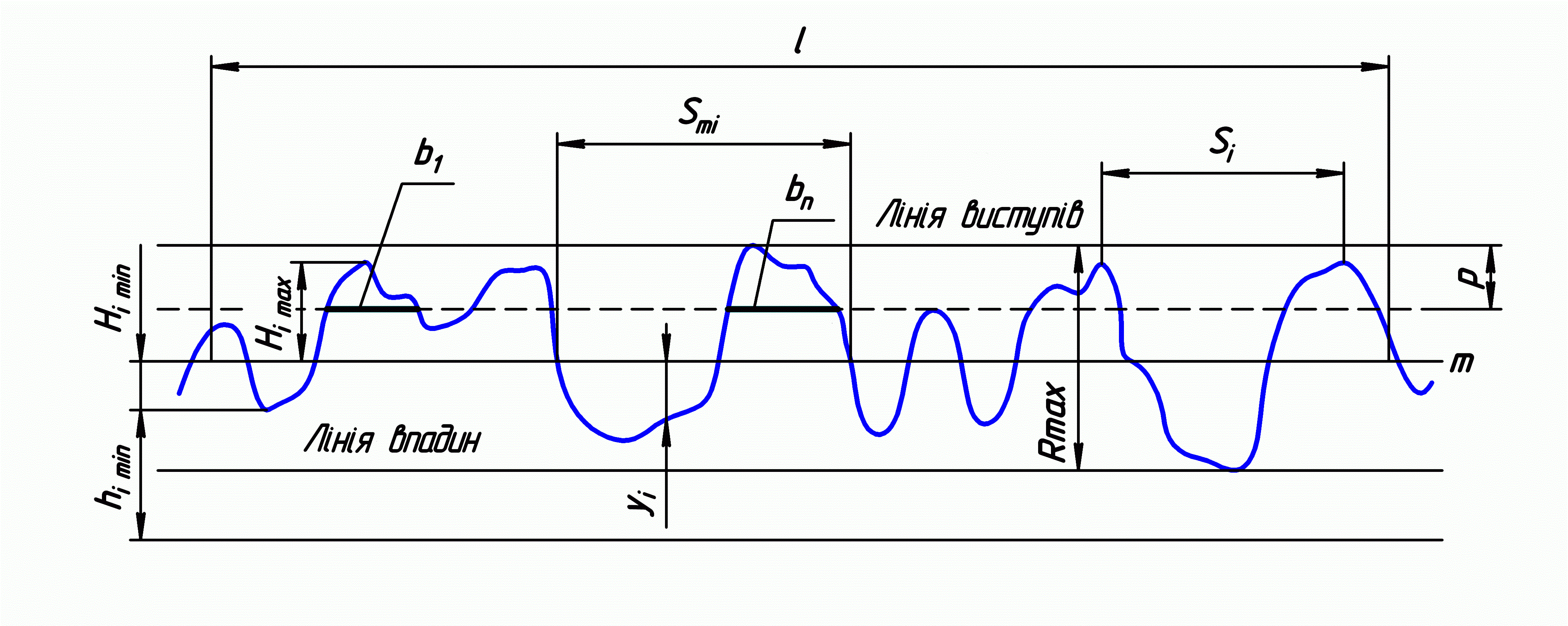

مولفه‌های زبری سطح پروفیل در استاندارد بریتانیایی BS EN ISO 4287:2000 شرح داده شده‌است که با استاندارد ISO 4287:1997 معادل است. این استانداردها بر اساس "سیستم M" یا "خط متوسط" بیان می‌شوند.
پارامترهای زبری سطح خطی مختلفی موجود هستند اما کاربردی‌ترین و معروف‌ترین آنها Ra می‌باشد. از دیگر پارامترهای معروف می‌توان به Rz و Rq و Rsk اشاره کرد.

### مولفه‌های دامنه
مولفه‌های دامنه، سطوح مختلف را با توجه به انحرافات عمودی پروفیل زبری از خط میانگین، از یکدیگر متمایز می‌کنند. بسیاری از این پارامترها یا مولفه‌ها را به راحتی می‌توان به پارامترهای موجود در علم آمار و مطالعه نمونه‌های جمعیت ارتباط داد. برای مثال، Ra میانگین حسابی پروفیل زبری است که مقدار آن از محاسبه مجموع انحرافات از خط مرکزی در طول مورد بررسی بدست می‌آید.
| مولفه         | توضیحات                                                                                                  | رابطه |
| ------------- | --- | --- |
| Ra, Raa, Ryni | میانگین حسابی انحراف از خط مورد ارزیابی                                                                  | {\displaystyle Ra={\frac {1}{n}}\sum _{i=1}^{n}\left\|y_{i}\right\|} |
| Rq, Rms       | جذر متوسط مربع                                                                                           | {\displaystyle Rq={\sqrt {{\frac {1}{n}}\sum _{i=1}^{n}y_{i}^{2}}}} |
| Rv            | عمق ماکزیمم دره                                                                                          | {\displaystyle Rv=\min _{i}y_{i}} |
| Rp            | ارتفاع ماکزیمم قله                                                                                       | {\displaystyle Rp=\max _{i}y_{i}} |
| Rt, Ry        | ماکزیمم ارتفاع پروفیل                                                                                    | {\displaystyle Rt=Rp-Rv} |
| Rsk           | چولگی | {\displaystyle Rsk={\frac {1}{nRq^{3}}}\sum _{i=1}^{n}y_{i}^{3}} |
| Rku           | کشیدگی                                                                                                   | {\displaystyle Rku={\frac {1}{nRq^{4}}}\sum _{i=1}^{n}y_{i}^{4}} |
| RzDIN, Rtm    | طول متوسط بین بالاترین قله و پایین‌ترین دره در هر طول نمونه , ASME Y14.36M - 1996 Surface Texture Symbols | {\displaystyle RzDIN={\frac {1}{s}}\sum _{i=1}^{s}Rt_{i}}، where {\displaystyle s} is the number of sampling lengths, and {\displaystyle Rt_{i}} is {\displaystyle R{\text{t}}} for the {\displaystyle i^{\text{th}}} sampling length. |
| RzJIS         | استاندارد ژاپنی تعیین Rz، که بر اساس ۵ قله بزرگ و دره عمیق در کل طول نمونه تعیین می‌شود.                  | {\displaystyle R{\text{zJIS}}={\frac {1}{5}}\sum _{i=1}^{5}Rp_{i}-Rv_{i}}، where {\displaystyle Rp_{i}} and {\displaystyle Rv_{i}} are the {\displaystyle i^{\text{th}}} highest peak, and lowest valley respectively.                 |